# NBA In-Season Tournament 2023
El Torneo de temporada de la NBA 2023 o NBA In-Season Tournament 2023 fue un torneo de baloncesto que se disputó durante la temporada 2023-24 de la NBA. Fue la primera edición del NBA In-Season Tournament. Participaron los 30 equipos de la liga jugando partidos de temporada regular que cuentan para la clasificación de la temporada. La "Final Four" (semifinales y finales de la ronda eliminatoria) se jugaron en el estadio T-Mobile Arena de Las Vegas.
Los Angeles Lakers ganaron la primera edición al derrotar a los Indiana Pacers por 123-109, y LeBron James se convirtió en el MVP del partido.

## Sorteo
Los grupos iniciales se revelaron durante el anuncio del torneo el 8 de julio de 2023. Los equipos se asignaron en cinco bombos por conferencia según la clasificación de la temporada regular 2022-23. El bombo 1 contenía a los equipos con los tres mejores récords de la temporada regular en cada conferencia, mientras que el bombo 2 contenía a los equipos con los mejores récords del cuarto al sexto y así sucesivamente, concluyendo con el bombo 5, que contenía los equipos con los tres peores registros (del 13 al 15).

### Bombos
| Bombo | #  | Equipo                 | Balance | Balance |
| Bombo | #  | Equipo                 | G       | P       |
| ----- | -- | ---------------------- | ------- | ------- |
| 1     | 1  | Denver Nuggets         | 53      | 29      |
| 1     | 2  | Memphis Grizzlies      | 51      | 31      |
| 1     | 3  | Sacramento Kings       | 48      | 34      |
| 2     | 4  | Phoenix Suns           | 45      | 37      |
| 2     | 5  | Los Angeles Clippers   | 44      | 38      |
| 2     | 6  | Golden State Warriors  | 44      | 38      |
| 3     | 7  | Los Angeles Lakers     | 43      | 39      |
| 3     | 8  | Minnesota Timberwolves | 42      | 40      |
| 3     | 9  | New Orleans Pelicans   | 42      | 40      |
| 4     | 10 | Oklahoma City Thunder  | 40      | 42      |
| 4     | 11 | Dallas Mavericks       | 38      | 44      |
| 4     | 12 | Utah Jazz              | 37      | 45      |
| 5     | 13 | Portland Trail Blazers | 33      | 49      |
| 5     | 14 | Houston Rockets        | 22      | 60      |
| 5     | 15 | San Antonio Spurs      | 22      | 60      |

| Bombo | #  | Equipo              | Balance | Balance |
| Bombo | #  | Equipo              | G       | P       |
| ----- | -- | ------------------- | ------- | ------- |
| 1     | 1  | Milwaukee Bucks     | 58      | 24      |
| 1     | 2  | Boston Celtics      | 57      | 25      |
| 1     | 3  | Philadelphia 76ers  | 54      | 28      |
| 2     | 4  | Cleveland Cavaliers | 51      | 31      |
| 2     | 5  | New York Knicks     | 47      | 35      |
| 2     | 6  | Brooklyn Nets       | 45      | 37      |
| 3     | 7  | Miami Heat          | 44      | 38      |
| 3     | 8  | Atlanta Hawks       | 41      | 41      |
| 3     | 9  | Toronto Raptors     | 41      | 41      |
| 4     | 10 | Chicago Bulls       | 40      | 42      |
| 4     | 11 | Indiana Pacers      | 35      | 47      |
| 4     | 12 | Washington Wizards  | 35      | 47      |
| 5     | 13 | Orlando Magic       | 34      | 48      |
| 5     | 14 | Charlotte Hornets   | 27      | 55      |
| 5     | 15 | Detroit Pistons     | 17      | 65      |

### Resultados del sorteo
| Grupo A                                                                                                  | Grupo B | Grupo C |
| --- | --- | --- |
| Memphis Grizzlies (2) Phoenix Suns (4) Los Angeles Lakers (7) Utah Jazz (12) Portland Trail Blazers (13) | Denver Nuggets (1) Los Angeles Clippers (5) New Orleans Pelicans (9) Dallas Mavericks (11) Houston Rockets (14) | Sacramento Kings (3) Golden State Warriors (6) Minnesota Timberwolves (8) Oklahoma City Thunder (10) San Antonio Spurs (15) |

| Grupo A                                                                                                   | Grupo B                                                                                               | Grupo C                                                                                        |
| --- | --- | ---------------------------------------------------------------------------------------------- |
| Philadelphia 76ers (3) Cleveland Cavaliers (4) Atlanta Hawks (8) Indiana Pacers (11) Detroit Pistons (15) | Milwaukee Bucks (1) New York Knicks (5) Miami Heat (7) Washington Wizards (12) Charlotte Hornets (14) | Boston Celtics (2) Brooklyn Nets (6) Toronto Raptors (9) Chicago Bulls (10) Orlando Magic (13) |

## Fase de grupos
Cada conferencia se divide en tres grupos. Los partidos de temporada regular jugados los martes y viernes entre el 3 y el 28 de noviembre cuentan en la clasificación de la temporada regular y en la clasificación de los torneos durante la temporada. Los grupos fueron anunciados el 8 de julio de 2023.

### Desempates
En el caso de que dos o más equipos en un grupo tengan registros iguales al finalizar la fase de grupos, se aplican los siguientes desempates en este orden:
1. Balance cara a cara en la fase de grupos
2. Diferencia de puntos en la fase de grupos
3. Puntos totales en la fase de grupos
4. Balance de la temporada regular de la temporada 2022-23
5. Sorteo

### Grupo A Este
| Pos. | Equipo              | PJ | G | P | PF  | PC  | DP  | Pts | Clasificación                 |         | IND     | CLE          | PHI          | ATL     | DET     |
| ---- | ------------------- | -- | - | - | --- | --- | --- | --- | ----------------------------- | ------- | ------- | ------------ | ------------ | ------- | ------- |
| 1    | Indiana Pacers      | 4  | 4 | 0 | 546 | 507 | +39 | 8   | Avanza a la fase eliminatoria |         | —       | 121–116      | 132–126      | 157–152 | 136–113 |
| 2    | Cleveland Cavaliers | 4  | 3 | 1 | 474 | 445 | +29 | 7   |                               |         | 116–121 | —            | 122–119 (OT) | 128–105 | 108–100 |
| 3    | Philadelphia 76ers  | 4  | 2 | 2 | 485 | 476 | +9  | 6   |                               |         | 126–132 | 119–122 (OT) | —            | 126–116 | 114–106 |
| 4    | Atlanta Hawks       | 4  | 1 | 3 | 499 | 531 | −32 | 5   |                               | 152–157 | 105–128 | 116–126      | —            | 126–120 |         |
| 5    | Detroit Pistons     | 4  | 0 | 4 | 439 | 484 | −45 | 4   |                               | 113–136 | 100–108 | 106–114      | 120–126      | —       |         |

 Fuente: NBA

#### Partidos
Todos los horarios son de acuerdo al Tiempo del Este (UTC-4 y UTC-5).
| 3 de noviembre | Cleveland Cavaliers                                                | 116–121                               | Indiana Pacers                                                   | |  |
| 7:00 p. m.     | Parciales: 26–36, 27–34, 34–18, 29–33                              | Parciales: 26–36, 27–34, 34–18, 29–33 | Parciales: 26–36, 27–34, 34–18, 29–33                            | |  |
|                | Estadísticas Donovan Mitchell 38 Evan Mobley 10 Donovan Mitchell 9 | Reporte Pts Reb Asts                  | Estadísticas Myles Turner 27 Myles Turner 9 Tyrese Haliburton 13 | Pabellón: Gainbridge Fieldhouse, Indianápolis, Indiana Asistencia: 16 744 espectadores Árbitros: * 45. Brian Forte - 36. Brent Barnaky - 82. Suyash Mehta |  |

| 10 de noviembre | Philadelphia 76ers                                         | 114–106                               | Detroit Pistons                                                   | |  |
| 7:00 p. m.      | Parciales: 21–33, 27–23, 35–21, 31–29                      | Parciales: 21–33, 27–23, 35–21, 31–29 | Parciales: 21–33, 27–23, 35–21, 31–29                             | |  |
|                 | Estadísticas Joel Embiid 33 Joel Embiid 16 Tyrese Maxey 10 | Reporte Pts Reb Asts                  | Estadísticas Killian Hayes 23 Ausar Thompson 12 Cade Cunningham 7 | Pabellón: Little Caesars Arena, Detroit, Michigan Asistencia: 18 902 espectadores Árbitros: * 25. Tony Brothers - 64. Justin Van Duyne - 32. Marat Kogut |  |

| 14 de noviembre | Atlanta Hawks                                                      | 126–120                               | Detroit Pistons                                                           | |  |
| 7:00 p. m.      | Parciales: 38–29, 26–31, 33–31, 29–29                              | Parciales: 38–29, 26–31, 33–31, 29–29 | Parciales: 38–29, 26–31, 33–31, 29–29                                     | |  |
|                 | Estadísticas Dejounte Murray 32 Onyeka Okongwu 9 Dejounte Murray 9 | Reporte Pts Reb Asts                  | Estadísticas Marvin Bagley III 22 Marvin Bagley III 12 Cade Cunningham 12 | Pabellón: Little Caesars Arena, Detroit, Michigan Asistencia: 16 963 espectadores Árbitros: * 77. Karl Lane - 3. Nick Buchert - 85. Robert Hussey |  |

| 14 de noviembre | Indiana Pacers                                                          | 132–126                               | Philadelphia 76ers                                       | |  |
| 7:00 p. m.      | Parciales: 36–30, 27–24, 32–40, 37–32                                   | Parciales: 36–30, 27–24, 32–40, 37–32 | Parciales: 36–30, 27–24, 32–40, 37–32                    | |  |
|                 | Estadísticas Tyrese Haliburton 33 Isaiah Jackson 9 Tyrese Haliburton 15 | Reporte Pts Reb Asts                  | Estadísticas Joel Embiid 39 Joel Embiid 12 Joel Embiid 6 | Pabellón: Wells Fargo Center, Filadelfia, Pensilvania Asistencia: 19 774 espectadores Árbitros: * 61. Courtney Kirkland - 35. Jason Goldenberg - 31. Scott Wall |  |

| 17 de noviembre | Philadelphia 76ers                                               | 126–116                               | Atlanta Hawks                                            | |  |
| 7:30 p. m.      | Parciales: 30–24, 27–32, 37–31, 32–29                            | Parciales: 30–24, 27–32, 37–31, 32–29 | Parciales: 30–24, 27–32, 37–31, 32–29                    | |  |
|                 | Estadísticas Joel Embiid 32 Tobias Harris 10 Embiid, Maxey 8 c/u | Reporte Pts Reb Asts                  | Estadísticas Trae Young 22 Clint Capela 11 Trae Young 13 | Pabellón: State Farm Arena, Atlanta, Georgia Asistencia: 17 067 espectadores Árbitros: * 46. Ben Taylor - 51. Aaron Smith - 83. Andy Nagy |  |

| 17 de noviembre | Detroit Pistons                                                    | 100–108                               | Cleveland Cavaliers                                                    | |  |
| 7:30 p. m.      | Parciales: 26–35, 19–24, 28–21, 27–28                              | Parciales: 26–35, 19–24, 28–21, 27–28 | Parciales: 26–35, 19–24, 28–21, 27–28                                  | |  |
|                 | Estadísticas Cade Cunningham 20 Kevin Knox II 11 Cade Cunningham 8 | Reporte Pts Reb Asts                  | Estadísticas Darius Garland 28 Evan Mobley 10 Mobley, Porter Jr. 5 c/u | Pabellón: Rocket Mortgage FieldHouse, Cleveland, Ohio Asistencia: 19 432 espectadores Árbitros: * 14. Ed Malloy - 33. Sean Corbin - 20. Jenna Schroeder |  |

| 21 de noviembre | Indiana Pacers                                                        | 157–152                               | Atlanta Hawks                                         | |  |
| 7:30 p. m.      | Parciales: 34–40, 39–46, 46–28, 38–38                                 | Parciales: 34–40, 39–46, 46–28, 38–38 | Parciales: 34–40, 39–46, 46–28, 38–38                 | |  |
|                 | Estadísticas Tyrese Haliburton 37 Myles Turner 9 Tyrese Haliburton 16 | Reporte Pts Reb Asts                  | Estadísticas Trae Young 38 Saddiq Bey 10 Trae Young 8 | Pabellón: State Farm Arena, Atlanta, Georgia Asistencia: 17 162 espectadores Árbitros: * 68. Jacyn Goble - 37. Eric Dalen - 7. Lauren Holtkamp |  |

| 21 de noviembre | Cleveland Cavaliers                                                | 122–119                                            | Philadelphia 76ers                                        | |  |
| 7:30 p. m.      | Parciales: 27–24, 38–29, 23–26, 22–31 (T.E.: 12–9)                 | Parciales: 27–24, 38–29, 23–26, 22–31 (T.E.: 12–9) | Parciales: 27–24, 38–29, 23–26, 22–31 (T.E.: 12–9)        | |  |
|                 | Estadísticas Darius Garland 32 Jarrett Allen 13 Craig Porter Jr. 9 | Reporte Pts Reb Asts                               | Estadísticas Joel Embiid 32 Joel Embiid 13 Tyrese Maxey 6 | Pabellón: Wells Fargo Center, Filadelfia, Pensilvania Asistencia: 20 565 espectadores Árbitros: * 29. Mark Lindsay - 9. Natalie Sago - 43. Matt Myers |  |

| 24 de noviembre | Detroit Pistons                                                  | 113–136                               | Indiana Pacers                                                         | |  |
| 8:00 p. m.      | Parciales: 26–33, 37–28, 33–36, 17–39                            | Parciales: 26–33, 37–28, 33–36, 17–39 | Parciales: 26–33, 37–28, 33–36, 17–39                                  | |  |
|                 | Estadísticas Cade Cunningham 31 Jalen Duren 13 Cade Cunningham 5 | Reporte Pts Reb Asts                  | Estadísticas Tyrese Haliburton 26 Myles Turner 10 Tyrese Haliburton 10 | Pabellón: Gainbridge Fieldhouse, Indianápolis, Indiana Asistencia: 17 274 espectadores Árbitros: * 39. Tyler Ford - 44. Brett Nansel - 70. Phenizee Ransom |  |

| 28 de noviembre | Atlanta Hawks                                                              | 105–128                               | Cleveland Cavaliers                                              | |  |
| 7:30 p. m.      | Parciales: 33–29, 28–35, 29–38, 15–26                                      | Parciales: 33–29, 28–35, 29–38, 15–26 | Parciales: 33–29, 28–35, 29–38, 15–26                            | |  |
|                 | Estadísticas Bogdanović, Hunter 18 c/u Capela, Okongwu 9 c/u Trae Young 10 | Reporte Pts Reb Asts                  | Estadísticas Donovan Mitchell 40 Evan Mobley 19 Darius Garland 8 | Pabellón: Rocket Mortgage FieldHouse, Cleveland, Ohio Asistencia: 19 432 espectadores Árbitros: * 15. Zach Zarba - 83. Andy Nagy - 70. Phenizee Ransom |  |

### Grupo B Este
| Pos. | Equipo             | PJ | G | P | PF  | PC  | DP  | Pts | Clasificación                 |         | MIL     | NYK     | MIA     | CHA     | WAS     |
| ---- | ------------------ | -- | - | - | --- | --- | --- | --- | ----------------------------- | ------- | ------- | ------- | ------- | ------- | ------- |
| 1    | Milwaukee Bucks    | 4  | 4 | 0 | 502 | 456 | +46 | 8   | Avanza a la fase eliminatoria |         | —       | 110–105 | 131–124 | 130–99  | 128–131 |
| 2    | New York Knicks    | 4  | 3 | 1 | 440 | 398 | +42 | 7   | Avanza a la fase eliminatoria |         | 105–110 | —       | 98–100  | 115–91  | 120–99  |
| 3    | Miami Heat         | 4  | 2 | 2 | 454 | 450 | +4  | 6   |                               |         | 124–131 | 100–98  | —       | 111–105 | 121–114 |
| 4    | Charlotte Hornets  | 4  | 1 | 3 | 419 | 473 | −54 | 5   |                               | 99–130  | 91–115  | 105–111 | —       | 124–117 |         |
| 5    | Washington Wizards | 4  | 0 | 4 | 458 | 496 | −38 | 4   |                               | 128–131 | 99–120  | 114–121 | 117–124 | —       |         |

 Fuente: NBA
Criterios de clasificación: Tiebreakers

#### Partidos
Todos los horarios son de acuerdo al Tiempo del Este (UTC-4 y UTC-5).
| 3 de noviembre | New York Knicks                                                       | 105–110                               | Milwaukee Bucks                                                          | |  |
| 7:30 p. m.     | Parciales: 25–21, 21–35, 30–26, 29–28                                 | Parciales: 25–21, 21–35, 30–26, 29–28 | Parciales: 25–21, 21–35, 30–26, 29–28                                    | |  |
|                | Estadísticas Jalen Brunson 45 Mitchell Robinson 15 Hart, Randle 5 c/u | Reporte Pts Reb Asts                  | Estadísticas Damian Lillard 30 Khris Middleton 9 Giannis Antetokounmpo 6 | Pabellón: Fiserv Forum, Milwaukee, Wisconsin Asistencia: 17 717 espectadores Árbitros: * 60. James Williams - 39. Tyler Ford - 63. Derek Richardson |  |

| 3 de noviembre | Washington Wizards                                         | 114–121                               | Miami Heat                                               | |  |
| 8:00 p. m.     | Parciales: 34–34, 20–26, 27–41, 33–20                      | Parciales: 34–34, 20–26, 27–41, 33–20 | Parciales: 34–34, 20–26, 27–41, 33–20                    | |  |
|                | Estadísticas Kyle Kuzma 22 Daniel Gafford 5 Jordan Poole 6 | Reporte Pts Reb Asts                  | Estadísticas Tyler Herro 24 Tyler Herro 11 Tyler Herro 9 | Pabellón: Kaseya Center, Miami, Florida Asistencia: 19 660 espectadores Árbitros: * 15. Zach Zarba - 33. Sean Corbin - 56. John Conley |  |

| 10 de noviembre | Charlotte Hornets                                                | 124–117                               | Washington Wizards                                         | |  |
| 7:00 p. m.      | Parciales: 22–27, 35–36, 31–34, 36–20                            | Parciales: 22–27, 35–36, 31–34, 36–20 | Parciales: 22–27, 35–36, 31–34, 36–20                      | |  |
|                 | Estadísticas Gordon Hayward 27 Mark Williams 20 Gordon Hayward 9 | Pts Reb Asts                          | Estadísticas Kyle Kuzma 17 Daniel Gafford 8 Jordan Poole 6 | Pabellón: Capital One Arena, Washington, D. C. Asistencia: 17 602 espectadores Árbitros: * 74. Curtis Blair - 70. Phenizee Ransom - 40. Leon Wood |  |

| 14 de noviembre | Miami Heat                                                    | 111–105                               | Charlotte Hornets                                                | |  |
| 7:00 p. m.      | Parciales: 24–32, 33–16, 30–32, 24–25                         | Parciales: 24–32, 33–16, 30–32, 24–25 | Parciales: 24–32, 33–16, 30–32, 24–25                            | |  |
|                 | Estadísticas Jimmy Butler 32 Bam Adebayo 11 Josh Richardson 6 | Reporte Pts Reb Asts                  | Estadísticas P. J. Washington 32 Nick Richards 11 LaMelo Ball 11 | Pabellón: Spectrum Center, Charlotte, Carolina del Norte Asistencia: 15 673 espectadores Árbitros: * 15. Zach Zarba - 21. Dedric Taylor - 53. Matt Kallio |  |

| 17 de noviembre | Milwaukee Bucks                                                                | 130–99                                | Charlotte Hornets                                          | |  |
| 7:00 p. m.      | Parciales: 28–37, 31–20, 33–24, 38–18                                          | Parciales: 28–37, 31–20, 33–24, 38–18 | Parciales: 28–37, 31–20, 33–24, 38–18                      | |  |
|                 | Estadísticas Damian Lillard 27 Giannis Antetokounmpo 8 Giannis Antetokounmpo 9 | Reporte Pts Reb Asts                  | Estadísticas LaMelo Ball 37 Mark Williams 16 LaMelo Ball 5 | Pabellón: Spectrum Center, Charlotte, Carolina del Norte Asistencia: 19 258 espectadores Árbitros: * 45. Brian Forte - 68. Jacyn Noble - 31. Scott Wall |  |

| 17 de noviembre | New York Knicks                                                           | 120–99                                | Washington Wizards                                             | |  |
| 7:00 p. m.      | Parciales: 35–25, 30–29, 24–30, 31–15                                     | Parciales: 35–25, 30–29, 24–30, 31–15 | Parciales: 35–25, 30–29, 24–30, 31–15                          | |  |
|                 | Estadísticas Jalen Brunson 32 Hartenstein, Robinson 8 c/u Julius Randle 8 | Reporte Pts Reb Asts                  | Estadísticas Kyle Kuzma 19 Daniel Gafford 7 Jones, Kuzma 5 c/u | Pabellón: Capital One Arena, Washington, D. C. Asistencia: 16 886 espectadores Árbitros: * 24. Kevin Scott - 3. Nick Buchert - 56. John Conley |  |

| 24 de noviembre | Miami Heat                                                     | 98–100                                | New York Knicks                                                  | |  |
| 7:30 p. m.      | Parciales: 28–25, 22–26, 37–20, 11–29                          | Parciales: 28–25, 22–26, 37–20, 11–29 | Parciales: 28–25, 22–26, 37–20, 11–29                            | |  |
|                 | Estadísticas Jimmy Butler 23 Bam Adebayo 12 Jaime Jáquez Jr. 4 | Reporte Pts Reb Asts                  | Estadísticas Jalen Brunson 24 Hart, Randle 8 c/u Julius Randle 7 | Pabellón: Madison Square Garden, Nueva York, Nueva York Asistencia: 19 812 espectadores Árbitros: * 58. Josh Tiven - 36. Brent Barnaky - 49. Tom Washington |  |

| 24 de noviembre | Washington Wizards                                               | 128–131                                | Milwaukee Bucks                                                | |  |
| 8:00 p. m.      | Parciales:' 35–34, 26–26, 28–32, 39–39                           | Parciales:' 35–34, 26–26, 28–32, 39–39 | Parciales:' 35–34, 26–26, 28–32, 39–39                         | |  |
|                 | Estadísticas Jordan Poole 26 Daniel Gafford 9 Jones, Poole 7 c/u | Reporte Pts Reb Asts                   | Estadísticas Brook Lopez 39 Malik Beasley 11 Damian Lillard 10 | Pabellón: Fiserv Forum, Milwaukee, Wisconsin Asistencia: 17 880 espectadores Árbitros: * 4. Sean Wright - 37. Eric Dalen - 67. Brandon Adair |  |

| 28 de noviembre | Milwaukee Bucks                                                                         | 131–124                               | Miami Heat                                                         | |  |
| 7:30 p. m.      | Parciales: 31–22, 28–40, 34–35, 38–27                                                   | Parciales: 31–22, 28–40, 34–35, 38–27 | Parciales: 31–22, 28–40, 34–35, 38–27                              | |  |
|                 | Estadísticas Giannis Antetokounmpo 33 G. Antetokounmpo, Beasley 10 c/u Damian Lillard 9 | Reporte Pts Reb Asts                  | Estadísticas Bam Adebayo 31 Adebayo, Love 10 c/u Josh Richardson 7 | Pabellón: Kaseya Center, Miami, Florida Asistencia: 19 691 espectadores Árbitros: * 16. David Guthrie - 68. Jacyn Goble - 32. Marat Kogut |  |

| 28 de noviembre | Charlotte Hornets                                                | 91–115                                | New York Knicks                                                | |  |
| 7:30 p. m.      | Parciales: 16–29, 28–24, 22–27, 25–35                            | Parciales: 16–29, 28–24, 22–27, 25–35 | Parciales: 16–29, 28–24, 22–27, 25–35                          | |  |
|                 | Estadísticas Brandon Miller 18 Mark Williams 12 Gordon Hayward 6 | Reporte Pts Reb Asts                  | Estadísticas Julius Randle 25 Julius Randle 20 Jalen Brunson 7 | Pabellón: Madison Square Garden, Nueva York, Nueva York Asistencia: 19 111 espectadores Árbitros: * 61. Courtney Kirkland - 44. Brett Nansel - 43. Matt Myers |  |

### Grupo C Este
| Pos. | Equipo          | PJ | G | P | PF  | PC  | DP  | Pts | Clasificación                 |         | BOS     | ORL     | BKN     | TOR     | CHI    |
| ---- | --------------- | -- | - | - | --- | --- | --- | --- | ----------------------------- | ------- | ------- | ------- | ------- | ------- | ------ |
| 1    | Boston Celtics  | 4  | 3 | 1 | 449 | 422 | +27 | 7   | Avanza a la fase eliminatoria |         | —       | 96–113  | 121–107 | 108–105 | 124–97 |
| 2    | Orlando Magic   | 4  | 3 | 1 | 446 | 424 | +22 | 7   |                               |         | 113–96  | —       | 104–124 | 126–107 | 103–97 |
| 3    | Brooklyn Nets   | 4  | 3 | 1 | 455 | 435 | +20 | 7   |                               | 107–121 | 124–104 | —       | 115–103 | 109–107 |        |
| 4    | Toronto Raptors | 4  | 1 | 3 | 436 | 457 | −21 | 5   |                               | 105–108 | 107–126 | 103–115 | —       | 121–108 |        |
| 5    | Chicago Bulls   | 4  | 0 | 4 | 409 | 457 | −48 | 4   |                               | 97–124  | 97–103  | 107–109 | 108–121 | —       |        |

 Fuente: NBA
Notas:
1. 1 2 3  Empatados en enfrentamientos entre ellos. Se usa la diferencia de puntos para el desempate.

#### Partidos
Todos los horarios son de acuerdo al Tiempo del Este (UTC-4 y UTC-5).
| 3 de noviembre | Brooklyn Nets                                                             | 109–107                               | Chicago Bulls                                                       | |  |
| 8:00 p. m.     | Parciales: 35–30, 24–28, 19–22, 31–27                                     | Parciales: 35–30, 24–28, 19–22, 31–27 | Parciales: 35–30, 24–28, 19–22, 31–27                               | |  |
|                | Estadísticas Dorian Finney-Smith 21 Day'Ron Sharpe 10 Spencer Dinwiddie 9 | Reporte Pts Reb Asts                  | Estadísticas DeRozan, LaVine 24 c/u Nikola Vučević 13 Zach LaVine 5 | Pabellón: United Center, Chicago, Illinois Asistencia: 20 645 espectadores Árbitros: * 58. Josh Tiven - 54. Ray Acosta - 72. J. T. Orr |  |

| 10 de noviembre | Brooklyn Nets                                                             | 107–121                               | Boston Celtics                                              | |  |
| 7:30 p. m.      | Parciales: 33–38, 21–28, 30–27, 23–28                                     | Parciales: 33–38, 21–28, 30–27, 23–28 | Parciales: 33–38, 21–28, 30–27, 23–28                       | |  |
|                 | Estadísticas Lonnie Walker IV 20 Walker, Watford 7 c/u Dennis Smith Jr. 7 | Reporte Pts Reb Asts                  | Estadísticas Jaylen Brown 28 Jrue Holiday 12 Jrue Holiday 9 | Pabellón: TD Garden, Boston, Massachusetts Asistencia: 19 156 espectadores Árbitros: * 15. Zach Zarba - 33. Sean Corbin - 35. Jason Goldenberg |  |

| 14 de noviembre | Orlando Magic                                              | 104–124                               | Brooklyn Nets                                                           | |  |
| 7:30 p. m.      | Parciales: 24–33, 36–24, 26–31, 18–36                      | Parciales: 24–33, 36–24, 26–31, 18–36 | Parciales: 24–33, 36–24, 26–31, 18–36                                   | |  |
|                 | Estadísticas Franz Wagner 21 Franz Wagner 8 Franz Wagner 5 | Reporte Pts Reb Asts                  | Estadísticas Spencer Dinwiddie 29 Day'Ron Sharpe 10 Spencer Dinwiddie 9 | Pabellón: Barclays Center, Brooklyn, Nueva York Asistencia: 17 361 espectadores Árbitros: * 25. Tony Brothers - 32. Marat Kogut - 78. Evan Scott |  |

| 17 de noviembre | Boston Celtics                                                                     | 108–105                               | Toronto Raptors                                                                | |  |
| 7:30 p. m.      | Parciales: 26–32, 39–17, 19–32, 24–24                                              | Parciales: 26–32, 39–17, 19–32, 24–24 | Parciales: 26–32, 39–17, 19–32, 24–24                                          | |  |
|                 | Estadísticas Jaylen Brown 23 Kristaps Porziņģis 12 Holiday, Porziņģis, White 5 c/u | Reporte Pts Reb Asts                  | Estadísticas Schröder, Siakam 23 c/u Precious Achiuwa 9 Barnes, Schröder 6 c/u | Pabellón: Scotiabank Arena, Toronto, Ontario Asistencia: 19 800 espectadores Árbitros: * 25. Tony Brothers - 7. Lauren Holtkamp - 41. Nate Green |  |

| 17 de noviembre | Orlando Magic                                                | 103–97                                | Chicago Bulls                                                  | |  |
| 8:00 p. m.      | Parciales: 23–16, 25–17, 29–32, 26–32                        | Parciales: 23–16, 25–17, 29–32, 26–32 | Parciales: 23–16, 25–17, 29–32, 26–32                          | |  |
|                 | Estadísticas Franz Wagner 21 Jonathan Isaac 9 Cole Anthony 7 | Reporte Pts Reb Asts                  | Estadísticas Zach LaVine 34 Nikola Vučević 10 Nikola Vučević 6 | Pabellón: United Center, Chicago, Illinois Asistencia: 20 235 espectadores Árbitros: * 39. Tyler Ford - 77. Karl Lane - 87. Danielle Scott |  |

| 21 de noviembre | Toronto Raptors                                                | 107–126                               | Orlando Magic                                                 | |  |
| 7:30 p. m.      | Parciales: 23–30, 33–37, 26–33, 25–26                          | Parciales: 23–30, 33–37, 26–33, 25–26 | Parciales: 23–30, 33–37, 26–33, 25–26                         | |  |
|                 | Estadísticas Dennis Schröder 24 Jakob Pöltl 10 Pascal Siakam 8 | Reporte Pts Reb Asts                  | Estadísticas Paolo Banchero 25 Goga Bitadze 7 Cole Anthony 10 | Pabellón: Amway Center, Orlando, Florida Asistencia: 18 846 espectadores Árbitros: * 60. James Williams - 72. J. T. Orr - 28. Mousa Dagher |  |

| 24 de noviembre | Boston Celtics                                             | 96–113                                | Orlando Magic                                                           | |  |
| 2:30 p. m.      | Parciales: 30–19, 26–29, 18–29, 22–36                      | Parciales: 30–19, 26–29, 18–29, 22–36 | Parciales: 30–19, 26–29, 18–29, 22–36                                   | |  |
|                 | Estadísticas Jayson Tatum 26 Luke Kornet 6 Derrick White 4 | Reporte Pts Reb Asts                  | Estadísticas Moritz Wagner 27 Paolo Banchero 8 Anthony, F. Wagner 6 c/u | Pabellón: Amway Center, Orlando, Florida Asistencia: 18 846 espectadores Árbitros: * 16. David Guthrie - 22. JB DeRosa - 35. Jason Goldenberg |  |

| 24 de noviembre | Chicago Bulls                                                 | 108–121                               | Toronto Raptors                                                   | |  |
| 7:30 p. m.      | Parciales: 22–36, 26–26, 29–31, 31–28                         | Parciales: 22–36, 26–26, 29–31, 31–28 | Parciales: 22–36, 26–26, 29–31, 31–28                             | |  |
|                 | Estadísticas Zach LaVine 36 Nikola Vučević 8 Nikola Vučević 5 | Reporte Pts Reb Asts                  | Estadísticas O.G. Anunoby 26 Barnes, Pöltl 10 c/u Pascal Siakam 8 | Pabellón: Scotiabank Arena, Toronto, Ontario Asistencia: 19 800 espectadores Árbitros: * 24. Kevin Scott - 9. Natalie Sago - 78. Evan Scott |  |

| 28 de noviembre | Chicago Bulls                                                       | 97–124                                | Boston Celtics                                            | |  |
| 7:30 p. m.      | Parciales: 20–31, 30–38, 18–28, 29–27                               | Parciales: 20–31, 30–38, 18–28, 29–27 | Parciales: 20–31, 30–38, 18–28, 29–27                     | |  |
|                 | Estadísticas DeRozan, White 19 c/u Nikola Vučević 8 Demar DeRozan 6 | Reporte Pts Reb Asts                  | Estadísticas Jaylen Brown 30 Sam Hauser 10 Jrue Holiday 9 | Pabellón: TD Garden, Boston, Massachusetts Asistencia: 19 156 espectadores Árbitros: * 58. Josh Tiven - 64. Justin Van Duyne - 38. Michael Smith |  |

| 28 de noviembre | Toronto Raptors                                                        | 103–115                               | Brooklyn Nets                                                          | |  |
| 7:30 p. m.      | Parciales: 21–22, 23–30, 31–24, 28–39                                  | Parciales: 21–22, 23–30, 31–24, 28–39 | Parciales: 21–22, 23–30, 31–24, 28–39                                  | |  |
|                 | Estadísticas Barnes, Siakam 17 c/u Scottie Barnes 11 Dennis Schröder 9 | Reporte Pts Reb Asts                  | Estadísticas Spencer Dinwiddie 23 Mikal Bridges 10 Spencer Dinwiddie 8 | Pabellón: Barclays Center, Brooklyn, Nueva York Asistencia: 15 844 espectadores Árbitros: * 14. Ed Malloy - 13. Ashley Moyer-Gleich - 18. Matt Boland |  |

### Grupo A Oeste
| Pos. | Equipo                 | PJ | G | P | PF  | PC  | DP  | Pts | Clasificación                 |         | LAL     | PHX     | UTA          | POR          | MEM     |
| ---- | ---------------------- | -- | - | - | --- | --- | --- | --- | ----------------------------- | ------- | ------- | ------- | ------------ | ------------ | ------- |
| 1    | Los Angeles Lakers     | 4  | 4 | 0 | 494 | 420 | +74 | 8   | Avanza a la fase eliminatoria |         | —       | 122–119 | 131–99       | 107–95       | 134–107 |
| 2    | Phoenix Suns           | 4  | 3 | 1 | 480 | 446 | +34 | 7   | Avanza a la fase eliminatoria |         | 119–122 | —       | 131–128      | 120–107      | 110–89  |
| 3    | Utah Jazz              | 4  | 2 | 2 | 469 | 482 | −13 | 6   |                               |         | 99–131  | 128–131 | —            | 115–99       | 127–121 |
| 4    | Portland Trail Blazers | 4  | 1 | 3 | 416 | 455 | −39 | 5   |                               | 95–107  | 107–120 | 99–115  | —            | 115–113 (OT) |         |
| 5    | Memphis Grizzlies      | 4  | 0 | 4 | 430 | 486 | −56 | 4   |                               | 107–134 | 89–110  | 121–127 | 113–115 (OT) | —            |         |

 Fuente: NBA

#### Partidos
Todos los horarios son de acuerdo al Tiempo del Este (UTC-4 y UTC-5).
| 3 de noviembre | Memphis Grizzlies                                                | 113–115                                             | Portland Trail Blazers                                           | |  |
| 10:00 p. m.    | Parciales: 26–33, 27–21, 24–22, 25–26 (T.E.: 11–13)              | Parciales: 26–33, 27–21, 24–22, 25–26 (T.E.: 11–13) | Parciales: 26–33, 27–21, 24–22, 25–26 (T.E.: 11–13)              | |  |
|                | Estadísticas Desmond Bane 33 Jaren Jackson Jr. 10 Desmond Bane 7 | Reporte Pts Reb Asts                                | Estadísticas Jerami Grant 26 DeAndre Ayton 12 Malcolm Brogdon 10 | Pabellón: Moda Center, Portland, Oregón Asistencia: 18 592 espectadores Árbitros: * 19. James Capers - 44. Brett Nansel - 83. Andy Nagy |  |

| 10 de noviembre | Utah Jazz                                                                | 127–121                               | Memphis Grizzlies                                                   | |  |
| 8:00 p. m.      | Parciales: 34–32, 42–31, 27–32, 24–26                                    | Parciales: 34–32, 42–31, 27–32, 24–26 | Parciales: 34–32, 42–31, 27–32, 24–26                               | |  |
|                 | Estadísticas Clarkson, Markkanen 26 c/u Kelly Olynyk 8 Keyonte George 11 | Reporte Pts Reb Asts                  | Estadísticas Desmond Bane 37 Bismack Biyombo 14 Bane, Gilyard 8 c/u | Pabellón: FedExForum, Memphis, Tennessee Asistencia: 16 977 espectadores Árbitros: * 77. Karl Lane - 30. John Butler - 11. Derrick Collins |  |

| 10 de noviembre | Los Angeles Lakers                                                  | 122–119                               | Phoenix Suns                                                            | |  |
| 10:00 p. m.     | Parciales: 25–34, 30–29, 34–33, 33–23                               | Parciales: 25–34, 30–29, 34–33, 33–23 | Parciales: 25–34, 30–29, 34–33, 33–23                                   | |  |
|                 | Estadísticas LeBron James 32 Davis, James 11 c/u D'Angelo Russell 9 | Reporte Pts Reb Asts                  | Estadísticas Kevin Durant 38 Allen, Durant, Nurkić 9 c/u Jusuf Nurkić 7 | Pabellón: Footprint Center, Phoenix, Arizona Asistencia: 17 071 espectadores Árbitros: * 24. Kevin Scott - 68. Jacyn Goble - 37. Eric Dalen |  |

| 14 de noviembre | Portland Trail Blazers                                       | 99–115                                | Utah Jazz                                                            | |  |
| 9:00 p. m.      | Parciales: 28–36, 30–31, 28–28, 13–20                        | Parciales: 28–36, 30–31, 28–28, 13–20 | Parciales: 28–36, 30–31, 28–28, 13–20                                | |  |
|                 | Estadísticas Jerami Grant 26 DeAndre Ayton 10 Skylar Mays 10 | Reporte Pts Reb Asts                  | Estadísticas Jordan Clarkson 30 Kelly Olynyk 12 George, Sexton 7 c/u | Pabellón: Delta Center, Salt Lake City, Utah Asistencia: 18 206 espectadores Árbitros: * 8. Marc Davis - 36. Brent Barnaky - 56. John Conley |  |

| 14 de noviembre | Memphis Grizzlies                                             | 107–134                               | Los Angeles Lakers                                                | |  |
| 10:30 p. m.     | Parciales: 26–37, 25–37, 35–33, 21–27                         | Parciales: 26–37, 25–37, 35–33, 21–27 | Parciales: 26–37, 25–37, 35–33, 21–27                             | |  |
|                 | Estadísticas Santi Aldama 24 Bismack Biyombo 8 John Konchar 6 | Reporte Pts Reb Asts                  | Estadísticas D'Angelo Russell 24 Austin Reaves 12 Austin Reaves 7 | Pabellón: Crypto.com Arena, Los Ángeles, California Asistencia: 18 430 espectadores Árbitros: * 46. Ben Taylor - 54. Ray Acosta - 76. Sha'Rae Mitchell |  |

| 17 de noviembre | Phoenix Suns                                                | 131–128                               | Utah Jazz                                                      | |  |
| 10:00 p. m.     | Parciales: 41–38, 34–37, 27–24, 29–29                       | Parciales: 41–38, 34–37, 27–24, 29–29 | Parciales: 41–38, 34–37, 27–24, 29–29                          | |  |
|                 | Estadísticas Kevin Durant 38 Kevin Durant 9 Devin Booker 15 | Reporte Pts Reb Asts                  | Estadísticas Jordan Clarkson 37 John Collins 14 Kelly Olynyk 7 | Pabellón: Delta Center, Salt Lake City, Utah Asistencia: 18 206 espectadores Árbitros: * 55. Bill Kennedy - 38. Michael Smith - 70. Phenizee Ransom |  |

| 17 de noviembre | Los Angeles Lakers                                           | 107–95                                | Portland Trail Blazers                                      | |  |
| 10:00 p. m.     | Parciales: 30–23, 30–27, 22–25, 25–20                        | Parciales: 30–23, 30–27, 22–25, 25–20 | Parciales: 30–23, 30–27, 22–25, 25–20                       | |  |
|                 | Estadísticas LeBron James 35 Anthony Davis 14 LeBron James 9 | Reporte Pts Reb Asts                  | Estadísticas Jerami Grant 24 DeAndre Ayton 12 Skylar Mays 8 | Pabellón: Moda Center, Portland, Oregón Asistencia: 18 570 espectadores Árbitros: * 58. Josh Tiven - 52. Scott Twardoski - 17. Jonathan Sterling |  |

| 21 de noviembre | Portland Trail Blazers                                      | 107–120                               | Phoenix Suns                                                | |  |
| 9:00 p. m.      | Parciales: 21–34, 30–22, 31–38, 25–26                       | Parciales: 21–34, 30–22, 31–38, 25–26 | Parciales: 21–34, 30–22, 31–38, 25–26                       | |  |
|                 | Estadísticas Jerami Grant 26 DeAndre Ayton 8 Jerami Grant 6 | Reporte Pts Reb Asts                  | Estadísticas Kevin Durant 31 Jusuf Nurkić 12 Kevin Durant 9 | Pabellón: Footprint Center, Phoenix, Arizona Asistencia: 17 071 espectadores Árbitros: * 4. Sean Wright - 64. Justin Van Duyne - 91. Che Flores |  |

| 21 de noviembre | Utah Jazz                                                              | 99–131                                | Los Angeles Lakers                                            | |  |
| 10:00 p. m.     | Parciales: 17–32, 24–30, 34–40, 24–29                                  | Parciales: 17–32, 24–30, 34–40, 24–29 | Parciales: 17–32, 24–30, 34–40, 24–29                         | |  |
|                 | Estadísticas Ömer Yurtseven 18 Lauri Markkanen 8 Talen Horton-Tucker 7 | Reporte Pts Reb Asts                  | Estadísticas Anthony Davis 26 Anthony Davis 16 LeBron James 9 | Pabellón: Crypto.com Arena, Los Ángeles, California Asistencia: 18 997 espectadores Árbitros: * 61. Courtney Kirkland - 34. Kevin Cutler - 78. Evan Scott |  |

| 24 de noviembre | Phoenix Suns                                                | 110–89                                | Memphis Grizzlies                                                | |  |
| 5:00 p. m.      | Parciales: 29–27, 33–22, 19–24, 29–16                       | Parciales: 29–27, 33–22, 19–24, 29–16 | Parciales: 29–27, 33–22, 19–24, 29–16                            | |  |
|                 | Estadísticas Devin Booker 40 Jusuf Nurkić 10 Jusuf Nurkić 6 | Reporte Pts Reb Asts                  | Estadísticas Santi Aldama 21 Jaren Jackson Jr. 7 Desmond Bane 10 | Pabellón: FedExForum, Memphis, Tennessee Asistencia: 17 794 espectadores Árbitros: *46. Ben Taylor - 38. Michael Smith - 96. In-tae Hwang |  |

### Grupo B Oeste
| Pos. | Equipo               | PJ | G | P | PF  | PC  | DP  | Pts | Clasificación                 |         | NOP     | HOU     | DAL     | DEN     | LAC     |
| ---- | -------------------- | -- | - | - | --- | --- | --- | --- | ----------------------------- | ------- | ------- | ------- | ------- | ------- | ------- |
| 1    | New Orleans Pelicans | 4  | 3 | 1 | 463 | 430 | +33 | 7   | Avanza a la fase eliminatoria |         | —       | 101–104 | 131–110 | 115–110 | 116–106 |
| 2    | Houston Rockets      | 4  | 2 | 2 | 424 | 414 | +10 | 6   |                               |         | 104–101 | —       | 115–121 | 105–86  | 100–106 |
| 3    | Dallas Mavericks     | 4  | 2 | 2 | 489 | 497 | −8  | 6   |                               |         | 110–131 | 121–115 | —       | 114–125 | 144–126 |
| 4    | Denver Nuggets       | 4  | 2 | 2 | 432 | 442 | −10 | 6   |                               | 110–115 | 86–105  | 125–114 | —       | 111–108 |         |
| 5    | Los Angeles Clippers | 4  | 1 | 3 | 446 | 471 | −25 | 5   |                               | 106–116 | 106–100 | 126–144 | 108–111 | —       |         |

 Fuente: NBA
Notas:
1. 1 2 3  Empatados en enfrentamientos entre ellos. Se usa la diferencia de puntos para el desempate.

#### Partidos
Todos los horarios son de acuerdo al Tiempo del Este (UTC-4 y UTC-5).
| 3 de noviembre | Dallas Mavericks                                         | 114–125                               | Denver Nuggets                                               | |  |
| 10:00 p. m.    | Parciales: 24–40, 31–30, 32–32, 27–23                    | Parciales: 24–40, 31–30, 32–32, 27–23 | Parciales: 24–40, 31–30, 32–32, 27–23                        | |  |
|                | Estadísticas Luka Dončić 34 Luka Dončić 10 Luka Dončić 8 | Reporte Pts Reb Asts                  | Estadísticas Nikola Jokić 33 Nikola Jokić 14 Jamal Murray 13 | Pabellón: Ball Arena, Denver, Colorado Asistencia: 19 729 espectadores Árbitros: * 14. Ed Malloy - 50. Gediminas Petraitis - 31. Scott Wall |  |

| 10 de noviembre | New Orleans Pelicans                                             | 101–104                               | Houston Rockets                                                 | |  |
| 8:00 p. m.      | Parciales: 31–26, 17–28, 31–16, 22–34                            | Parciales: 31–26, 17–28, 31–16, 22–34 | Parciales: 31–26, 17–28, 31–16, 22–34                           | |  |
|                 | Estadísticas Brandon Ingram 31 Dyson Daniels 10 Brandon Ingram 5 | Reporte Pts Reb Asts                  | Estadísticas Jalen Green 25 Eason, Şengün 8 c/u Fred VanVleet 8 | Pabellón: Toyota Center, Houston, Texas Asistencia: 16 236 espectadores Árbitros: * 39. Tyler Ford - 9. Natalie Sago - 18. Matt Boland |  |

| 10 de noviembre | Los Angeles Clippers                                           | 126–144                               | Dallas Mavericks                                                    | |  |
| 8:30 p. m.      | Parciales: 33–30, 18–47, 38–38, 37–29                          | Parciales: 33–30, 18–47, 38–38, 37–29 | Parciales: 33–30, 18–47, 38–38, 37–29                               | |  |
|                 | Estadísticas Kawhi Leonard 26 Moussa Diabaté 10 Bones Hyland 6 | Reporte Pts Reb Asts                  | Estadísticas Luka Dončić 44 Derrick Jones Jr. 10 Dončić, Exum 6 c/u | Pabellón: American Airlines Center, Dallas, Texas Asistencia: 20 377 espectadores Árbitros: * 29. Mark Lindsay - 23. Tre Maddox - 38. Michael Smith |  |

| 14 de noviembre | Dallas Mavericks                                                           | 110–131                               | New Orleans Pelicans                                                  | |  |
| 8:00 p. m.      | Parciales: 26–33, 28–37, 31–44, 25–17                                      | Parciales: 26–33, 28–37, 31–44, 25–17 | Parciales: 26–33, 28–37, 31–44, 25–17                                 | |  |
|                 | Estadísticas Hardaway Jr., Irving 17 c/u Dereck Lively II 9 Kyrie Irving 6 | Reporte Pts Reb Asts                  | Estadísticas Hawkins, Ingram 25 c/u Brandon Ingram 9 Brandon Ingram 7 | Pabellón: Smoothie King Center, Nueva Orleans, Luisiana Asistencia: 16 354 espectadores Árbitros: * 24. Kevin Scott - 7. Lauren Holtkamp - 83. Andy Nagy |  |

| 14 de noviembre | Los Angeles Clippers                                      | 108–111                               | Denver Nuggets                                              | |  |
| 10:00 p. m.     | Parciales: 26–28, 26–32, 32–24, 24–27                     | Parciales: 26–28, 26–32, 32–24, 24–27 | Parciales: 26–28, 26–32, 32–24, 24–27                       | |  |
|                 | Estadísticas Paul George 35 Ivica Zubac 13 Terance Mann 5 | Reporte Pts Reb Asts                  | Estadísticas Nikola Jokić 32 Nikola Jokić 16 Nikola Jokić 9 | Pabellón: Ball Arena, Denver, Colorado Asistencia: 19 661 espectadores Árbitros: * 58. Josh Tiven - 9. Natalie Sago - 18. Matt Boland |  |

| 17 de noviembre | Denver Nuggets                                              | 110–115                               | New Orleans Pelicans                                             | |  |
| 8:00 p. m.      | Parciales: 28–36, 25–33, 33–26, 24–20                       | Parciales: 28–36, 25–33, 33–26, 24–20 | Parciales: 28–36, 25–33, 33–26, 24–20                            | |  |
|                 | Estadísticas Nikola Jokić 38 Nikola Jokić 19 Nikola Jokić 8 | Reporte Pts Reb Asts                  | Estadísticas Zion Williamson 26 Dyson Daniels 9 Brandon Ingram 8 | Pabellón: Smoothie King Center, Nueva Orleans, Luisiana Asistencia: 15 278 espectadores Árbitros: * 8. Marc Davis - 21. Dedric Taylor - 11. Derrick Collins |  |

| 17 de noviembre | Houston Rockets                                                        | 100–106                               | Los Angeles Clippers                                        | |  |
| 10:30 p. m.     | Parciales: 23–29, 27–19, 27–31, 23–27                                  | Parciales: 23–29, 27–19, 27–31, 23–27 | Parciales: 23–29, 27–19, 27–31, 23–27                       | |  |
|                 | Estadísticas Alperen Şengün 23 Şengün, VanVleet 8 c/u Fred VanVleet 10 | Reporte Pts Reb Asts                  | Estadísticas Kawhi Leonard 26 James Harden 9 James Harden 7 | Pabellón: Crypto.com Arena, Los Ángeles, California Asistencia: 19 370 espectadores Árbitros: * 61. Courtney Kirkland - 13. Ashley Moyer-Gleich - 63. Derek Richardson |  |

| 24 de noviembre | Denver Nuggets                                              | 86–105                                | Houston Rockets                                                       | |  |
| 8:00 p. m.      | Parciales: 19–29, 24–31, 26–24, 17–21                       | Parciales: 19–29, 24–31, 26–24, 17–21 | Parciales: 19–29, 24–31, 26–24, 17–21                                 | |  |
|                 | Estadísticas Nikola Jokić 38 Nikola Jokić 19 Nikola Jokić 8 | Reporte Pts Reb Asts                  | Estadísticas Jalen Green 25 Şengün, Smith Jr. 14 c/u Fred VanVleet 11 | Pabellón: Toyota Center, Houston, Texas Asistencia: 18 055 espectadores Árbitros: * 77. Karl Lane - 68. Jacyn Goble - 89. Dannica Mosher |  |

| 24 de noviembre | New Orleans Pelicans                                                                         | 116–106                               | Los Angeles Clippers                                      | |  |
| 10:30 p. m.     | Parciales: 36–23, 20–32, 29–28, 31–23                                                        | Parciales: 36–23, 20–32, 29–28, 31–23 | Parciales: 36–23, 20–32, 29–28, 31–23                     | |  |
|                 | Estadísticas Zion Williamson 32 Daniels, Valančiūnas 8 c/u Daniels, Ingram, Williamson 5 c/u | Reporte Pts Reb Asts                  | Estadísticas Paul George 34 Paul George 8 James Harden 10 | Pabellón: Crypto.com Arena, Los Ángeles, California Asistencia: 19 370 espectadores Árbitros: * 48. Scott Foster - 52. Scott Twardoski - 41. Nate Green |  |

| 28 de noviembre | Houston Rockets                                                         | 115–121                               | Dallas Mavericks                          | |  |
| 8:30 p. m.      | Parciales: 22–29, 28–25, 38–30, 27–37                                   | Parciales: 22–29, 28–25, 38–30, 27–37 | Parciales: 22–29, 28–25, 38–30, 27–37     | |  |
|                 | Estadísticas Alperen Şengün 31 Şengün, Smith Jr. 9 c/u Fred VanVleet 12 | Reporte Pts Reb Asts                  | Estadísticas Luka Dončić 41 Luka Dončić 9 | Pabellón: American Airlines Center, Dallas, Texas Asistencia: 20 103 espectadores Árbitros: * 48. Scott Foster - 50. Gediminas Petraitis - 9. Natalie Sago |  |

### Grupo C Oeste
| Pos. | Equipo                 | PJ | G | P | PF  | PC  | DP  | Pts | Clasificación                 |         | SAC     | MIN     | GSW     | OKC     | SAS     |
| ---- | ---------------------- | -- | - | - | --- | --- | --- | --- | ----------------------------- | ------- | ------- | ------- | ------- | ------- | ------- |
| 1    | Sacramento Kings       | 4  | 4 | 0 | 482 | 452 | +30 | 8   | Avanza a la fase eliminatoria |         | —       | 124–111 | 124–123 | 105–98  | 129–120 |
| 2    | Minnesota Timberwolves | 4  | 3 | 1 | 438 | 438 | 0   | 7   |                               |         | 111–124 | —       | 104–101 | 106–103 | 117–110 |
| 3    | Golden State Warriors  | 4  | 2 | 2 | 483 | 479 | +4  | 6   |                               | 123–124 | 101–104 | —       | 141–139 | 118–112 |         |
| 4    | Oklahoma City Thunder  | 4  | 1 | 3 | 463 | 439 | +24 | 5   |                               | 98–105  | 103–106 | 139–141 | —       | 123–87  |         |
| 5    | San Antonio Spurs      | 4  | 0 | 4 | 429 | 487 | −58 | 4   |                               | 120–129 | 110–117 | 112–118 | 87–123  | —       |         |

 Fuente: NBA

#### Partidos
Todos los horarios son de acuerdo al Tiempo del Este (UTC-4 y UTC-5).
| 3 de noviembre | Golden State Warriors                                       | 141–139                               | Oklahoma City Thunder                                          | |  |
| 8:00 p. m.     | Parciales: 38–33, 31–34, 37–39, 35–33                       | Parciales: 38–33, 31–34, 37–39, 35–33 | Parciales: 38–33, 31–34, 37–39, 35–33                          | |  |
|                | Estadísticas Stephen Curry 30 Stephen Curry 8 Chris Paul 13 | Reporte Pts Reb Asts                  | Estadísticas Luguentz Dort 29 Chet Holmgren 8 Jalen Williams 8 | Pabellón: Paycom Center, Oklahoma City, Oklahoma Asistencia: 16 827 espectadores Árbitros: * 27. Mitchell Ervin - 3. Nick Buchert - 91. Che Flores |  |

| 10 de noviembre | Minnesota Timberwolves                                                     | 117–110                               | San Antonio Spurs                                                                 | |  |
| 8:00 p. m.      | Parciales: 22–27, 34–27, 34–19, 27–37                                      | Parciales: 22–27, 34–27, 34–19, 27–37 | Parciales: 22–27, 34–27, 34–19, 27–37                                             | |  |
|                 | Estadísticas Karl-Anthony Towns 29 Karl-Anthony Towns 12 Mike Conley Jr. 6 | Reporte Pts Reb Asts                  | Estadísticas Vassell, Wembanyama 29 c/u Victor Wembanyama 9 Collins, Sochan 5 c/u | Pabellón: Frost Bank Center, San Antonio, Texas Asistencia: 18 354 espectadores Árbitros: * 58. Josh Tiven - 7. Lauren Holtkamp - 12. CJ Washington |  |

| 10 de noviembre | Oklahoma City Thunder                                                                                | 98–105                                | Sacramento Kings                                                      | |  |
| 10:00 p. m.     | Parciales: 20–34, 22–19, 28–22, 28–30                                                                | Parciales: 20–34, 22–19, 28–22, 28–30 | Parciales: 20–34, 22–19, 28–22, 28–30                                 | |  |
|                 | Estadísticas Shai Gilgeous-Alexander 33 Gilgeous-Alexander, Holmgren 7 c/u Shai Gilgeous-Alexander 6 | Reporte Pts Reb Asts                  | Estadísticas Kevin Huerter 28 Domantas Sabonis 12 Domantas Sabonis 13 | Pabellón: Golden 1 Center, Sacramento, California Asistencia: 18 097 espectadores Árbitros: * 46. Ben Taylor - 51. Aaron Smith - 54. Ray Acosta |  |

| 14 de noviembre | San Antonio Spurs                                                              | 87–123                                | Oklahoma City Thunder                                                        | |  |
| 7:30 p. m.      | Parciales: 25–28, 23–30, 18–33, 21–32                                          | Parciales: 25–28, 23–30, 18–33, 21–32 | Parciales: 25–28, 23–30, 18–33, 21–32                                        | |  |
|                 | Estadísticas Champagnie, Collins 13 c/u Victor Wembanyama 14 Devonte' Graham 7 | Reporte Pts Reb Asts                  | Estadísticas Shai Gilgeous-Alexander 28 Giddey, Holmgren 7 c/u Josh Giddey 7 | Pabellón: Paycom Center, Oklahoma City, Oklahoma Asistencia: 18 203 espectadores Árbitros: * 74. Curtis Blair - 22. JB DeRosa - 70. Phenizee Ransom |  |

| 14 de noviembre | Minnesota Timberwolves                                              | 104–101                               | Golden State Warriors                                                   | |  |
| 10:00 p. m.     | Parciales: 22–30, 32–29, 22–24, 28–18                               | Parciales: 22–30, 32–29, 22–24, 28–18 | Parciales: 22–30, 32–29, 22–24, 28–18                                   | |  |
|                 | Estadísticas Karl-Anthony Towns 33 Rudy Gobert 13 Mike Conley Jr. 8 | Reporte Pts Reb Asts                  | Estadísticas Brandin Podziemski 23 Kevon Looney 12 Brandin Podziemski 5 | Pabellón: Chase Center, San Francisco, California Asistencia: 18 064 espectadores Árbitros: * 39. Tyler Ford - 51. Aaron Smith - 28. Mousa Dagher |  |

| 17 de noviembre | Sacramento Kings                                              | 127–120                               | San Antonio Spurs                                                       | |  |
| 7:30 p. m.      | Parciales: 29–31, 33–31, 33–32, 34–26                         | Parciales: 29–31, 33–31, 33–32, 34–26 | Parciales: 29–31, 33–31, 33–32, 34–26                                   | |  |
|                 | Estadísticas De'Aaron Fox 43 Domantas Sabonis 14 Malik Monk 8 | Reporte Pts Reb Asts                  | Estadísticas Zach Collins 28 Johnson, Wembanyama 9 c/u Keldon Johnson 7 | Pabellón: Frost Bank Center, San Antonio, Texas Asistencia: 18 354 espectadores Árbitros: * 60. James Williams - 44. Brett Nansel - 28. Mousa Dagher |  |

| 24 de noviembre | Sacramento Kings                                                 | 124–111                               | Minnesota Timberwolves                                                 | |  |
| 8:00 p. m.      | Parciales: 38–31, 32–33, 22–15, 32–32                            | Parciales: 38–31, 32–33, 22–15, 32–32 | Parciales: 38–31, 32–33, 22–15, 32–32                                  | |  |
|                 | Estadísticas De'Aaron Fox 36 Domantas Sabonis 11 De'Aaron Fox 12 | Reporte Pts Reb Asts                  | Estadísticas Anthony Edwards 35 Gobert, Towns 11 c/u Mike Conley Jr. 9 | Pabellón: Target Center, Mineápolis, Minnesota Asistencia: 18 024 espectadores Árbitros: * 8. Marc Davis - 30. John Butler - 53. Matt Kallio |  |

| 24 de noviembre | San Antonio Spurs                                              | 112–118                               | Golden State Warriors                                           | |  |
| 10:00 p. m.     | Parciales: 35–32, 20–27, 26–27, 31–32                          | Parciales: 35–32, 20–27, 26–27, 31–32 | Parciales: 35–32, 20–27, 26–27, 31–32                           | |  |
|                 | Estadísticas Devin Vassell 24 Keldon Johnson 12 Zach Collins 6 | Reporte Pts Reb Asts                  | Estadísticas Stephen Curry 35 Looney, Šarić 8 c/u Chris Paul 10 | Pabellón: Chase Center, San Francisco, California Asistencia: 18 064 espectadores Árbitros: * 25. Tony Brothers - 64. Justin Van Duyne - 40. Leon Wood |  |

| 28 de noviembre | Oklahoma City Thunder                                                   | 103–106                               | Minnesota Timberwolves                                           | |  |
| 8:00 p. m.      | Parciales: 29–19, 32–34, 17–23, 25–30                                   | Parciales: 29–19, 32–34, 17–23, 25–30 | Parciales: 29–19, 32–34, 17–23, 25–30                            | |  |
|                 | Estadísticas Shai Gilgeous-Alexander 32 Chet Holmgren 8 Chet Holmgren 6 | Reporte Pts Reb Asts                  | Estadísticas Anthony Edwards 21 Rudy Gobert 16 Mike Conley Jr. 8 | Pabellón: Target Center, Mineápolis, Minnesota Asistencia: 18 024 espectadores Árbitros: * 46. Ben Taylor - 52. Scott Twardoski - 20. Jenna Schroeder |  |

| 28 de noviembre | Golden State Warriors                                                     | 123–124                               | Sacramento Kings                                                 | |  |
| 10:00 p. m.     | Parciales: 37–29, 35–26, 32–40, 19–29                                     | Parciales: 37–29, 35–26, 32–40, 19–29 | Parciales: 37–29, 35–26, 32–40, 19–29                            | |  |
|                 | Estadísticas Curry, Wiggins 29 c/u Curry, Thompson 10 c/u Stephen Curry 6 | Reporte Pts Reb Asts                  | Estadísticas De'Aaron Fox 29 De'Aaron Fox 10 Domantas Sabonis 10 | Pabellón: Golden 1 Center, Sacramento, California Asistencia: 18 039 espectadores Árbitros: * 60. James Williams - 27. Mitchell Ervin - 72. J. T. Orr |  |

### Ranking de equipos con 2.º puesto

#### Conferencia Este
| Pos. | Grp | Equipo              | PJ | G | P | PF  | PC  | DP  | Pts | Clasificación                 |
| ---- | --- | ------------------- | -- | - | - | --- | --- | --- | --- | ----------------------------- |
| 1    | B   | New York Knicks     | 4  | 3 | 1 | 440 | 398 | +42 | 7   | Avanza a la fase eliminatoria |
| 2    | A   | Cleveland Cavaliers | 4  | 3 | 1 | 474 | 445 | +29 | 7   |                               |
| 3    | C   | Orlando Magic       | 4  | 3 | 1 | 446 | 424 | +22 | 7   |                               |

 Fuente: NBA

#### Conferencia Oeste
| Pos. | Grp | Equipo                 | PJ | G | P | PF  | PC  | DP  | Pts | Clasificación                 |
| ---- | --- | ---------------------- | -- | - | - | --- | --- | --- | --- | ----------------------------- |
| 1    | A   | Phoenix Suns           | 4  | 3 | 1 | 480 | 446 | +34 | 7   | Avanza a la fase eliminatoria |
| 2    | C   | Minnesota Timberwolves | 4  | 3 | 1 | 438 | 438 | 0   | 7   |                               |
| 3    | B   | Houston Rockets        | 4  | 2 | 2 | 424 | 414 | +10 | 6   |                               |

 Fuente: NBA

## Fase eliminatoria
El ganador de cada grupo avanza a la fase eliminatoria, al igual que el subcampeón del grupo con el mejor registro de la fase de grupos. Los partidos de cuartos de final se jugarán en los pabellones de los equipos de la NBA los días 4 y 5 de diciembre, y los equipos con los dos mejores récords en la fase de grupos de cada conferencia serán los anfitriones. Las semifinales se jugarán el 7 de diciembre y la final el 9 de diciembre. Las dos rondas finales se jugarán en el T-Mobile Arena de Las Vegas.
Los juegos de cuartos de final y semifinales también cuentan como juegos de temporada regular, lo que afecta las posiciones de los equipos en la clasificación de la liga, pero la final no.

### Equipos clasificados

#### Conferencia Este
| Pos. | Grp           | Equipo          | PJ | G | P | PF  | PC  | DP  | Pts |
| ---- | ------------- | --------------- | -- | - | - | --- | --- | --- | --- |
| 1    | Líder Grupo B | Milwaukee Bucks | 4  | 4 | 0 | 502 | 456 | +46 | 8   |
| 2    | Líder Grupo A | Indiana Pacers  | 4  | 4 | 0 | 546 | 507 | +39 | 8   |
| 3    | Líder Grupo C | Boston Celtics  | 4  | 3 | 1 | 449 | 422 | +27 | 7   |
| 4    | Mejor segundo | New York Knicks | 4  | 3 | 1 | 440 | 398 | +42 | 7   |

 Fuente: NBA

#### Conferencia Oeste
| Pos. | Grp           | Equipo               | PJ | G | P | PF  | PC  | DP  | Pts |
| ---- | ------------- | -------------------- | -- | - | - | --- | --- | --- | --- |
| 1    | Líder Grupo A | Los Angeles Lakers   | 4  | 4 | 0 | 494 | 420 | +74 | 8   |
| 2    | Líder Grupo C | Sacramento Kings     | 4  | 4 | 0 | 482 | 452 | +30 | 8   |
| 3    | Líder Grupo B | New Orleans Pelicans | 4  | 3 | 1 | 463 | 430 | +33 | 7   |
| 4    | Mejor segundo | Phoenix Suns         | 4  | 3 | 1 | 480 | 446 | +34 | 7   |

 Fuente: NBA

### Cuadro de desarrollo
|  | Cuartos de final              | Cuartos de final           |                            |     | Semifinales | Semifinales |  |  | Final | Final |
|  |                               |                            |                            |     |             |             |  |  |       |       |
|  | 5 de diciembre - Milwaukee    |                            |                            |     |             |             |  |  |       |       |
|  |                               |                            |                            |     |             |             |  |  |       |       |
|  | Milwaukee Bucks               | 146                        |                            |     |             |             |  |  |       |       |
|  | Milwaukee Bucks               | 146                        | 7 de diciembre – Las Vegas |     |             |             |  |  |       |       |
|  | New York Knicks               | 122                        |                            |     |             |             |  |  |       |       |
|  | New York Knicks               | 122                        | Milwaukee Bucks            | 119 |             |             |  |  |       |       |
|  | 4 de diciembre - Indianápolis |                            | Milwaukee Bucks            | 119 |             |             |  |  |       |       |
|  |                               | Indiana Pacers             | 128                        |     |             |             |  |  |       |       |
|  | Indiana Pacers                | Indiana Pacers             | 128                        | 122 |             |             |  |  |       |       |
|  | Indiana Pacers                |                            | 9 de diciembre – Las Vegas | 122 |             |             |  |  |       |       |
|  | Boston Celtics                | 112                        |                            |     |             |             |  |  |       |       |
|  | Boston Celtics                | 112                        | Indiana Pacers             | 109 |             |             |  |  |       |       |
|  | 5 de diciembre - Los Ángeles  |                            | Indiana Pacers             | 109 |             |             |  |  |       |       |
|  |                               | Los Angeles Lakers         | 123                        |     |             |             |  |  |       |       |
|  | Los Angeles Lakers            | Los Angeles Lakers         | 123                        | 106 |             |             |  |  |       |       |
|  | Los Angeles Lakers            | 7 de diciembre – Las Vegas |                            | 106 |             |             |  |  |       |       |
|  | Phoenix Suns                  | 103                        |                            |     |             |             |  |  |       |       |
|  | Phoenix Suns                  | 103                        | Los Angeles Lakers         | 133 |             |             |  |  |       |       |
|  | 4 de diciembre - Sacramento   |                            | Los Angeles Lakers         | 133 |             |             |  |  |       |       |
|  |                               | New Orleans Pelicans       | 89                         |     |             |             |  |  |       |       |
|  | Sacramento Kings              | New Orleans Pelicans       | 89                         | 117 |             |             |  |  |       |       |
|  | Sacramento Kings              |                            |                            | 117 |             |             |  |  |       |       |
|  | New Orleans Pelicans          | 127                        |                            |     |             |             |  |  |       |       |
|  | New Orleans Pelicans          | 127                        |                            |     |             |             |  |  |       |       |

### Cuartos de final
Todos los horarios son de acuerdo al Tiempo del Este (UTC-4 y UTC-5).
| 4 de diciembre | Boston Celtics                                               | 112–122                               | Indiana Pacers                                                                   | |  |
| 7:30 p. m.     | Parciales: 24–22, 31–26, 23–37, 34–37                        | Parciales: 24–22, 31–26, 23–37, 34–37 | Parciales: 24–22, 31–26, 23–37, 34–37                                            | |  |
|                | Estadísticas Jayson Tatum 32 Jayson Tatum 12 Derrick White 8 | Reporte Pts Reb Asts                  | Estadísticas Tyrese Haliburton 26 Haliburton, Turner 10 c/u Tyrese Haliburton 13 | Pabellón: Gainbridge Fieldhouse, Indianápolis, Indiana Asistencia: 16 693 espectadores Árbitros: * 8. Marc Davis - 26. Pat Fraher - 64. Justin Van Duyne Televisión: TNT |  |

| 4 de diciembre                    | New Orleans Pelicans                                                 | 127–117                               | Sacramento Kings                                                     | |  |
| 10:00 p. m. (7:00 p. m. Pacífico) | Parciales: 35–36, 34–25, 31–30, 27–26                                | Parciales: 35–36, 34–25, 31–30, 27–26 | Parciales: 35–36, 34–25, 31–30, 27–26                                | |  |
|                                   | Estadísticas Brandon Ingram 30 Jonas Valančiūnas 11 C. J. McCollum 7 | Reporte Pts Reb Asts                  | Estadísticas De'Aaron Fox 30 Domantas Sabonis 13 Domantas Sabonis 10 | Pabellón: Golden 1 Center, Sacramento, California Asistencia: 18 048 espectadores Árbitros: * 25. Tony Brothers - 4. Sean Wright - 30. John Butler Televisión: TNT |  |

| 5 de diciembre                 | New York Knicks                                               | 122–146                               | Milwaukee Bucks                                                                                 | |  |
| 7:30 p. m. (6:30 p. m. Centro) | Parciales: 35–37, 37–38, 24–37, 26–34                         | Parciales: 35–37, 37–38, 24–37, 26–34 | Parciales: 35–37, 37–38, 24–37, 26–34                                                           | |  |
|                                | Estadísticas Julius Randle 41 R. J. Barrett 8 Jalen Brunson 6 | Reporte Pts Reb Asts                  | Estadísticas Giannis Antetokounmpo 35 G. Antetokounmpo, B. Lopez 8 c/u Giannis Antetokounmpo 10 | Pabellón: Fiserv Forum, Milwaukee, Wisconsin Asistencia: 17 448 espectadores Árbitros: * 15. Zach Zarba - 77. Karl Lane - 9. Natalie Sago Televisión: TNT |  |

| 5 de diciembre                    | Phoenix Suns                                                | 103–106                               | Los Angeles Lakers                                            | |  |
| 10:00 p. m. (7:00 p. m. Pacífico) | Parciales: 23–33, 24–26, 35–24, 21–23                       | Parciales: 23–33, 24–26, 35–24, 21–23 | Parciales: 23–33, 24–26, 35–24, 21–23                         | |  |
|                                   | Estadísticas Kevin Durant 31 Devin Booker 11 Devin Booker 6 | Reporte Pts Reb Asts                  | Estadísticas LeBron James 31 Anthony Davis 15 LeBron James 11 | Pabellón: Crypto.com Arena, Los Ángeles, California Asistencia: 18 664 espectadores Árbitros: * 58. Josh Tiven - 37. Eric Dalen - 49. Tom Washington Televisión: TNT |  |

### Semifinales
Todos los horarios son de acuerdo al Tiempo del Este (UTC-4 y UTC-5).
| 7 de diciembre                   | Indiana Pacers                                                        | 128–119                               | Milwaukee Bucks                                                                 | |  |
| 5:00 p. m. (2:00 p. m. Pacífico) | Parciales: 27–29, 36–22, 28–43, 37–25                                 | Parciales: 27–29, 36–22, 28–43, 37–25 | Parciales: 27–29, 36–22, 28–43, 37–25                                           | |  |
|                                  | Estadísticas Tyrese Haliburton 27 Buddy Hield 11 Tyrese Haliburton 15 | Reporte Pts Reb Asts                  | Estadísticas Giannis Antetokounmpo 37 Giannis Antetokounmpo 10 Damian Lillard 7 | Pabellón: T-Mobile Arena, Las Vegas, Nevada Asistencia: 16,837 espectadores Árbitros: *No. 60 James Williams - No. 50 Gediminas Petraitis - No. 22 JB DeRosa Televisión: ESPN |  |

| 7 de diciembre                   | New Orleans Pelicans                                             | 89–133                                | Los Angeles Lakers                                           | |  |
| 9:00 p. m. (6:00 p. m. Pacífico) | Parciales: 30–29, 24–38, 17–43, 18–23                            | Parciales: 30–29, 24–38, 17–43, 18–23 | Parciales: 30–29, 24–38, 17–43, 18–23                        | |  |
|                                  | Estadísticas Trey Murphy III 14 Dyson Daniels 8 Brandon Ingram 7 | Reporte Pts Reb Asts                  | Estadísticas LeBron James 30 Anthony Davis 15 LeBron James 8 | Pabellón: T-Mobile Arena, Las Vegas, Nevada Asistencia: 18,017 espectadores Árbitros: *No. 48 Scott Foster - No. 34 Kevin Cutler - No. 13 Ashley Moyer-Gleich Televisión: TNT |  |

### Final
| 9 de diciembre                  | Indiana Pacers                                                               | 109–123                               | Los Angeles Lakers                                                | |  |
| 8:30 p. m. (5:30 p. m. Pacific) | Parciales: 29–34, 31–31, 22–25, 27–33                                        | Parciales: 29–34, 31–31, 22–25, 27–33 | Parciales: 29–34, 31–31, 22–25, 27–33                             | |  |
|                                 | Estadísticas Haliburton, Mathurin 20 c/u Myles Turner 7 Tyrese Haliburton 11 | Reporte Pts Reb Asts                  | Estadísticas Anthony Davis 41 Anthony Davis 20 D'Angelo Russell 7 | Pabellón: T-Mobile Arena, Las Vegas, NV Asistencia: 19,021 espectadores Árbitros: *No. 16 David Guthrie - No. 39 Tyler Ford - No. 27 Mitchell Ervin Televisión: ABC |  |

## Mejor quinteto del torneo
| Pos. | Jugador               | Equipo             |
| ---- | --------------------- | ------------------ |
| B    | Tyrese Haliburton     | Indiana Pacers     |
| A    | Giannis Antetokounmpo | Milwaukee Bucks    |
| A    | Kevin Durant          | Phoenix Suns       |
| A    | LeBron James (MVP)    | Los Angeles Lakers |
| P    | Anthony Davis         | Los Angeles Lakers |